# Скален игловръх
Скалният игловръх (Alyssum saxatile) е вид растение от семейство Кръстоцветни (Brassicaceae).
Таксонът е описан за пръв път от Карл Линей през 1753 година.